# 悪女のたわむれ
『悪女のたわむれ』（あくじょのたわむれ、The Big Bounce）は、1969年に公開されたアメリカ合衆国のドラマ映画。エルモア・レナードの小説を原作としている。主演はライアン・オニール、ヴァン・ヘフリン、リー・テイラー＝ヤング。テイラー＝ヤングは、この映画でアカデミー賞にノミネートされた。

## あらすじ
ジャック・ライアンはカリフォルニアの労働キャンプのトラブルによって留置されていたところ、サム・ミラキアンという人物に助けられる。ライアンは町を追い出される際に、労働キャンプの勤務先の代表レイ・リッチーの車に乗せられ、リッチーの秘書であるナンシー・バーカーの隣の席に座ることとなった。
ライアンがミラキアンのモーテルで働いていたところ、ナンシーに誘惑され、肉体関係を結ぶ。だが、リッチーは有力者たちを相手にした売春組織をまとめ役という顔もあり、ナンシーもその相手をしていたことを知ったライアンは嫉妬する。
ある日、ナンシーはリッチーの家にある労働者の給与5万ドル分を盗むことを持ち出す。その際、ナンシーは道中出会った2人組の少年を車ごと崖に落とす。不安に駆られたライアンは工場の監督にナンシーのことを教える。怒ったナンシーはライアンを暗殺しようとするが、無関係の人物を殺してしまう。
そして、ライアンはナンシーを捨て、その場を去る。

## キャスト
※括弧内は日本語吹替（初回放送1978年7月16日『日曜洋画劇場』）
- ジャック・ライアン：ライアン・オニール（佐々木功）
- ナンシー・バーカー：リー・テイラー＝ヤング（藤田淑子）
- サム・ミラキアン：ヴァン・ヘフリン（大平透）
- ジョアン：リー・グラント（渡辺典子）
- レイ・リッチー：ジェームズ・デイリー
- ボブ・ロジャース：ロバート・ウェッバー
- ビキニ：フィリス・デイビス